# Ado de Frioul
Ado de Frioul est brièvement duc des Lombards du duché de Frioul vers 695.

## Biographie
Selon Paul Diacre dans son Histoire des Lombards, après que le prétendant Ansfrid est capturé à Vérone, aveuglé et exilé par le roi Cunipert, le duché de Frioul est administré avec le titre de « lieutenant », pendant un an et sept mois par Ado le frère de Rodoald. Après la mort d'Ado, évoqué comme lieutenant, le duché de Frioul passe à Ferdulf.